# Bambili-Bambui jezik
Bambili-Bambui jezik  (bambili; ISO 639-3: baw), jedan od 67 wide grassfields jezika iz Kameruna, koji zajedno s osam jezika čini podskupinu ngemba, dio šire skupine mbam-nkam. Njime govori oko 10 000 ljudi (Dieu and Renaud 1983) iz plemena Bambili i Bambui u istoimenim selima u provinciji Northwest uz cestu Ring Road, istočno od Bamenda.
Govore se dva dijalekta bambili (mbili, mbele, mbogoe) i bambui (mbui). 
Naziv se ne smije brkati s Bambuí, gradić u Brazilu u državi Minas Gerais. 

## Vanjske poveznice
- Ethnologue (14th)
- Ethnologue (15th)